# Чемпионат мира по футболу 2022 (отборочный турнир, УЕФА, группа A)
Жеребьёвка отборочного турнира европейской квалификации чемпионата мира 2022 прошла в Цюрихе 7 декабря 2020 года. В группу A зоны УЕФА попали сборные по футболу следующих стран: Португалия, Сербия, Ирландия, Люксембург и Азербайджан.
Матчи в группе A прошли с 24 марта 2021 года по 14 ноября 2021 года.
Сборная Сербии, занявшая первое место, вышла в финальную часть чемпионата мира напрямую. Сборная Португалии, занявшая второе место, приняла участие в стыковых матчах за право выхода в финальную часть турнира. Все остальные не прошли квалификацию и не попали в финальную часть.
Также сборная Катара играет централизованные товарищеские матчи со сборными из данной группы, которые не имеют матча в туре, однако эти результаты не учитываются в турнирной таблице, хотя на сайте UEFA и FIFA есть отдельная таблица «Группа A с Катаром». Все домашние матчи сборная проводит в Европе.
| Поз | Команда     | И | В | Н | П | МЗ | МП | РМ  | О  | Квалификация                        |     | Сербия | Португалия | Ирландия | Люксембург | Азербайджан |
| --- | ----------- | - | - | - | - | -- | -- | --- | -- | ----------------------------------- | --- | ------ | ---------- | -------- | ---------- | ----------- |
| 1   | Сербия      | 8 | 6 | 2 | 0 | 18 | 9  | +9  | 20 | Квалификация на Чемпионат мира 2022 |     | —      | 2:2        | 3:2      | 4:1        | 3:1         |
| 2   | Португалия  | 8 | 5 | 2 | 1 | 17 | 6  | +11 | 17 | Выход в раунд плей-офф              |     | 1:2    | —          | 2:1      | 5:0        | 1:0         |
| 3   | Ирландия    | 8 | 2 | 3 | 3 | 11 | 8  | +3  | 9  |                                     |     | 1:1    | 0:0        | —        | 0:1        | 1:1         |
| 4   | Люксембург  | 8 | 3 | 0 | 5 | 8  | 18 | −10 | 9  |                                     | 0:1 | 1:3    | 0:3        | —        | 2:1        |             |
| 5   | Азербайджан | 8 | 0 | 1 | 7 | 5  | 18 | −13 | 1  |                                     | 1:2 | 0:3    | 0:3        | 1:3      | —          |             |

## Результаты
Расписание матчей было опубликовано УЕФА после жеребьёвки 10 декабря 2020 года в Цюрихе.

### 1 тур
| Португалия          | 1:0   | Азербайджан |
| ------------------- | ----- | ----------- |
| Медведев 36′ (авт.) | отчёт |             |

| Сербия                           | 3:2   | Ирландия                |
| -------------------------------- | ----- | ----------------------- |
| Влахович 40′ · Митрович 69′, 75′ | отчёт | Браун 18′ · Коллинс 86′ |

### 2 тур
| Ирландия | 0:1   | Люксембург   |
| -------- | ----- | ------------ |
|          | отчёт | Родригеш 85′ |

| Сербия                    | 2:2   | Португалия    |
| ------------------------- | ----- | ------------- |
| Митрович 46′ · Костич 60′ | отчёт | Жота 11′, 36′ |

### 3 тур
| Азербайджан         | 1:2   | Сербия            |
| ------------------- | ----- | ----------------- |
| Махмудов 59′ (пен.) | отчёт | Митрович 16′, 81′ |

| Люксембург   | 1:3   | Португалия                                        |
| ------------ | ----- | ------------------------------------------------- |
| Родригеш 30′ | отчёт | Жота 45+2′ · Криштиану Роналду 51′ · Пальинья 80′ |

### 4 тур
| Люксембург                     | 2:1   | Азербайджан  |
| ------------------------------ | ----- | ------------ |
| Пинту 8′ · Родригеш 28′ (пен.) | отчёт | Махмудов 67′ |

| Португалия         | 2:1   | Ирландия |
| ------------------ | ----- | -------- |
| Роналду 89′, 90+6′ | отчёт | Иган 45′ |

### 5 тур
| Ирландия  | 1:1   | Азербайджан    |
| --------- | ----- | -------------- |
| Даффи 87′ | отчёт | Махмудов 45+1′ |

| Сербия                                                 | 4:1   | Люксембург |
| ------------------------------------------------------ | ----- | ---------- |
| Митрович 22′, 35′ · Шано 82′ (авт.) · Миленкович 90+6′ | отчёт | Тилль 77′  |

### 6 тур
| Азербайджан | 0:3   | Португалия                             |
| ----------- | ----- | -------------------------------------- |
|             | отчёт | Б. Силва 26′ · А. Силва 31′ · Жота 75′ |

| Ирландия              | 1:1   | Сербия               |
| --------------------- | ----- | -------------------- |
| Миленкович 87′ (авт.) | отчёт | Милинкович-Савич 20′ |

### 7 тур
| Азербайджан | 0:3   | Ирландия                      |
| ----------- | ----- | ----------------------------- |
|             | отчёт | Робинсон 7′, 39′ · Огбене 90′ |

| Люксембург | 0:1   | Сербия       |
| ---------- | ----- | ------------ |
|            | отчёт | Влахович 68′ |

### 8 тур
| Португалия                                                        | 5:0   | Люксембург |
| ----------------------------------------------------------------- | ----- | ---------- |
| Роналду 8′ (пен.), 13′ (пен.), 87′ · Фернандеш 18′ · Пальинья 69′ | отчёт |            |

| Сербия                                      | 3:1   | Азербайджан    |
| ------------------------------------------- | ----- | -------------- |
| Влахович 30′ (пен.), 53′ · Тадич 83′ (пен.) | отчёт | Махмудов 45+2′ |

### 9 тур
| Азербайджан | 1:3   | Люксембург                         |
| ----------- | ----- | ---------------------------------- |
| Салахлы 82′ | отчёт | Родригеш 67′, 90+1′ · С. Тилль 78′ |

| Ирландия | 0:0   | Португалия |
| -------- | ----- | ---------- |
|          | отчёт |            |

### 10 тур
| Люксембург | 0:3   | Ирландия                              |
| ---------- | ----- | ------------------------------------- |
|            | отчёт | Даффи 67′ · Огбене 75′ · Робинсон 88′ |

| Португалия | 1:2   | Сербия                   |
| ---------- | ----- | ------------------------ |
| Саншеш 2′  | отчёт | Тадич 33′ · Митрович 90′ |

## Бомбардиры
8 мячей
| - Александар Митрович |

6 мячей
| - Криштиану Роналду |

5 мячей
| - Жерсон Родригеш |

4 мяча
| - Эмин Махмудов | - Диогу Жота | - Душан Влахович |

3 мяча
| - Каллум Робинсон |

2 мяча
| - Шейн Даффи - Чидози Огбене | - Жуан Пальинья | - Душан Тадич |

1 мяч
| - Азер Салахлы - Алан Браун - Джон Иган - Джеймс Коллинс - Мика Пинту | - Оливье Тилль - Себастьен Тилль - Андре Силва - Бернарду Силва - Бруну Фернандеш | - Ренату Саншеш - Филип Костич - Никола Миленкович - Сергей Милинкович-Савич |

1 автогол
| - Максим Медведев (в матче против Португалии) | - Максим Шано (в матче против Сербии) | - Никола Миленкович (в матче против Ирландии) |

## Товарищеские матчи с Катаром
| Поз | Команда     | И  | В | Н | П | МЗ | МП | РМ  | О  |
| --- | ----------- | -- | - | - | - | -- | -- | --- | -- |
| 1   | Сербия      | 10 | 8 | 2 | 0 | 26 | 9  | +17 | 26 |
| 2   | Португалия  | 10 | 7 | 2 | 1 | 23 | 7  | +16 | 23 |
| 3   | Ирландия    | 10 | 3 | 4 | 3 | 16 | 9  | +7  | 13 |
| 4   | Люксембург  | 10 | 3 | 1 | 6 | 9  | 20 | −11 | 10 |
| 5   | Катар       | 10 | 2 | 3 | 5 | 8  | 23 | −15 | 9  |
| 6   | Азербайджан | 10 | 0 | 2 | 8 | 8  | 22 | −14 | 2  |

| Катар       | 1:0   | Люксембург |
| ----------- | ----- | ---------- |
| Мунтари 13′ | отчёт |            |

| Катар                      | 2:1   | Азербайджан        |
| -------------------------- | ----- | ------------------ |
| аль-Хайдос 55′ (пен.), 58′ | отчёт | Шейдаев 16′ (пен.) |

| Катар       | 1:1   | Ирландия    |
| ----------- | ----- | ----------- |
| Мунтари 47′ | отчёт | Макклейн 4′ |

| Катар | 0:4   | Сербия                                                     |
| ----- | ----- | ---------------------------------------------------------- |
|       | отчёт | Хухи 2′ (авт.) · Йович 18′ · Влахович 60′ · Миленкович 85′ |

| Катар         | 1:3   | Португалия                                       |
| ------------- | ----- | ------------------------------------------------ |
| А. Хассан 61′ | отчёт | А. Силва 23′ · Отавио 24′ · Фернандеш 88′ (пен.) |

| Люксембург | 1:1   | Катар      |
| ---------- | ----- | ---------- |
| Санчес 31′ | отчёт | Эламин 43′ |

| Португалия                          | 3:0   | Катар |
| ----------------------------------- | ----- | ----- |
| Роналду 37′ · Фонте 48′ · Силва 90′ | отчёт |       |

| Ирландия                                 | 4:0   | Катар |
| ---------------------------------------- | ----- | ----- |
| Робинсон 4′, 13′ (пен.), 53′ · Даффи 59′ | отчёт |       |

| Сербия                                                        | 4:0   | Катар |
| ------------------------------------------------------------- | ----- | ----- |
| Лукич 45+2′ · Йович 51′ · Влахович 53′ · Милинкович-Савич 83′ | отчёт |       |

| Азербайджан              | 2:2   | Катар        |
| ------------------------ | ----- | ------------ |
| Махмудов 37′ (пен.), 67′ | отчёт | Али 23′, 78′ |